# Drapeau de Brabant
Ne doit pas être confondu avec Drapeau du Brabant-Septentrional.
Le drapeau de Brabant, drapeau du Brabant, ou lion brabançon, est un symbole héraldique associé au duché de Brabant depuis le XIIe siècle. Le lion d'or à la langue et aux griffes rouges (Leo Belgicus) sur un bouclier noir représente la force, le courage et la souveraineté. Ce blason était utilisé par les ducs de Brabant et figure encore aujourd'hui sur les drapeaux et armoiries de certaines provinces belges et néerlandaises.

## Blasonnement
La description du drapeau est la suivante : «Un lion d'or, armé et lampassé de gueules, sur champ de sable »
Le drapeau est entièrement basé sur les armoiries du Brabant et lui ressemble donc exactement.

## Origine du lion de Brabant
Le choix du lion comme symbole héraldique du Brabant (et des Pays-Bas) a des racines historiques anciennes et symboliques. Au Moyen Âge, le lion devint l'un des animaux héraldiques les plus populaires, principalement parce qu'il représentait la force, le courage et la dignité royale. En tant que « roi des animaux », le lion était le symbole idéal des princes et des chevaliers désireux d'afficher leur puissance et leur bravoure.
Aux Pays-Bas, le lion devint un emblème héraldique important pour plusieurs principautés. Dans le comté de Flandre (862-1795), un lion noir sur un bouclier jaune fut introduit par Philippe d'Alsace (1168-1191), comte de Flandre. D'autres principautés, comme le Hainaut, Namur, le Limbourg et le Luxembourg, incluaient également un lion dans leurs armoiries.

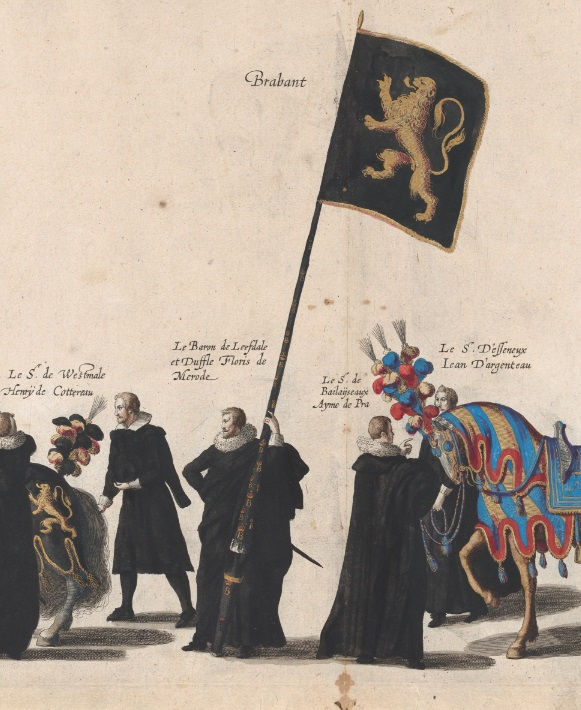
Le Lion de Brabant porté par Floris de Mérode, baron de Leefdael, lors des funérailles d'Albert VII. Cet emblème des ducs de Brabant est aujourd'hui le blason de la Belgique.

Le premier duc de Brabant à utiliser le lion comme symbole héraldique fut Godefroid le Barbu. Godefroid, déjà comte de Louvain, reçut le territoire en fief en 1106 et intégra le lion à sa bannière. Henri Ier adopta plus tard ce lion dans ses armoiries au XIIe siècle. On ignore si le lion et l'écu avaient déjà les mêmes couleurs à cette époque. Les deux premières sources qui mentionnent ce fait à peu près à la même époque datent du milieu du XIIIe siècle et représentent toutes deux un lion d'or sur champ de sable. Les armoiries sont restées inchangées depuis.

## Drapeaux de Brabant

### Provinces
| Drapeau | Date         | Province        | Usage                                                                                         |
| ------- | ------------ | --------------- | --------------------------------------------------------------------------------------------- |
|         | 1831-1995    | Brabant         | Drapeau de l'(ancienne) province du Brabant (basé sur le drapeau du duché de Brabant )        |
|         | 1995-présent | Brabant flamand | Drapeau du Brabant flamand (Un lion du Brabant) avec les armoiries de Louvain )               |
|         | 1995-présent | Brabant wallon  | Drapeau du Brabant wallon (Un lion brabant (avec deux coqs wallons dans les coins supérieurs) |

### Sous les Pays-Bas
| Drapeau | Date      | Province           | Usage                                                      |
| ------- | --------- | ------------------ | ---------------------------------------------------------- |
|         | 1815-1831 | Brabant méridional | Drapeau de l'ancienne province néerlandaise du Brabant-Sud |

### Historique
| Drapeau | Date      | Pays                 | Usage                                                                                        |
| ------- | --------- | -------------------- | -------------------------------------------------------------------------------------------- |
|         | 1183-1795 | Duché de Brabant     | Drapeau du duché de Brabant (Un lion d'or, armé et lampassé de gueules, sur champ de sable ) |
|         | 1789-1790 | États belgiques unis | Drapeau des États belgiques unis                                                             |

### Gouverneur
| Drapeau | Date         | Province                      | Usage                                    |
| ------- | ------------ | ----------------------------- | ---------------------------------------- |
|         | 1831-1995    | Gouverneur du Brabant         | Drapeau du gouverneur du Brabant         |
|         | 1995-présent | Gouverneur du Brabant flamand | Drapeau du gouverneur du Brabant flamand |
|         | 1995-présent | Gouverneur du Brabant wallon  | Drapeau du gouverneur du Brabant wallon  |

## Variantes
| Drapeau | Date            | Pays             | Usage |
| ------- | --------------- | ---------------- | --- |
|         | 1995-présent    | Brabant          | Variante du drapeau du Brabant utilisé, aujourd'hui principalement dans le Brabant flamand et wallon                      |
|         | 1995-présent    | Brabant wallon   | Variante du drapeau du Brabant wallon avec un ratio de 2:3 au lieu de 13:15                                               |
|         | 1183-Maintenant | Duché de Brabant | Variante du drapeau du duché de Brabant. Utilise le lion vu sur le drapeau du comté de Flandre (en jaune au lieu de noir) |